# 普卢阿雷特特雷戈尔站
普卢阿雷特特雷戈尔站，简称普卢阿雷特站，是法国的一个铁路车站，位于法国西北部市镇普卢阿雷特，其地处历史上的特雷戈尔地区，因而得名。

## 位置
普卢阿雷特特雷戈尔站位于普卢阿雷特市区的东南部，巴黎－布雷斯特铁路530.923公里处，同时也是普卢阿雷特－拉尼永铁路的起点，距离甘冈大约26.2公里。车站大致呈东西走向，开口朝北。

## 站台设置
| 北↑ |      |                      | 主站房 |
|     | 侧式 |                      |        |
| 2道 |      | 甘冈/雷恩方向→       |        |
| 1道 |      | ←布雷斯特/拉尼永方向 |        |
|     | 岛式 |                      |        |
| 3道 |      |                      |        |
| 南↓ |      |                      |        |

## 停靠线路
以下列车线路在普卢阿雷特特雷戈尔站停靠：
| 普卢阿雷特特雷戈尔站列车线路表 |      |                 |          |              |
| 线路                           | 车种 | 上一站          | 下一站   | 大致运行频率 |
| 巴黎—布雷斯特                  | TGV  | 甘冈            | 莫尔莱   | 每天2趟左右  |
| 巴黎—拉尼永                    | TGV  | 甘冈            | 拉尼永   | 每天1趟      |
| 雷恩/圣布里厄—布雷斯特         | TER  | 甘冈            | 莫尔莱   | 每天3-4趟    |
| 雷恩—拉尼永                    | TER  | 甘冈            | 拉尼永   | 每天1-2趟    |
| 圣布里厄/甘冈—拉尼永           | TER  | 甘冈            | 拉尼永   | 每天6趟左右  |
| 圣布里厄—拉尼永                | TER  | 贝勒利勒-贝加尔 | 拉尼永   | 每天1趟      |
| 拉尼永—布雷斯特                | TER  | 拉尼永          | 普卢内兰 | 每天1趟      |
| 1. 2. 3. 4.                    |      |                 |          |              |

## 配套交通

### 长途客车
普卢阿雷特特雷戈尔站附近暂无常规的大巴车线路，当某条铁路线施工或罢工时，SNCF可能也会提供途径该线路沿途站点的大巴车，其车票可与SNCF的同线路车票通用。

### 城市公共交通
普卢阿雷特特雷戈尔站附近的暂无城市公共交通线路。

### 社会车辆
普卢阿雷特特雷戈尔站门口设有社会车辆停车场。

## 临近车站
| 普卢阿雷特特雷戈尔站（Gare de Plouaret-Trégor） |                        |                    |
| 上行车站                                        | 线路                   | 下行车站           |
| 贝勒利勒-贝加尔站 11.1km ←                      | 巴黎－布雷斯特铁路     | 普卢内兰站 → 8.2km |
| （起点）                                        | 普卢阿雷特－拉尼永铁路 | 拉尼永站 → 16.2km  |
| - 本表仅显示运营中的线路及车站                  |                        |                    |